# Fruängenstråket
Fruängenstråket är ett promenadstråk och en vandringsled i Stockholms kommun med en total längd på cirka 9 km. Stråket är ett av 19 Gångstråk Stockholm och sträcker sig från stadsdelen Fruängen till Stortorget i Gamla stan. På sin väg leder stråket bland annat genom Stockholms södra förorter Fruängen, Västertorp och Hägerstensåsen. Via Telefonplan och Midsommarkransen går leden över Årstabron till Södermalm. På Södermalmssidan promenerar man över Skinnarviksberget längs med Monteliusvägen, över Centralbron och slutligen till Gamla stan. Stråket ansluter huvudsakligen till tunnelbanans Röda linjen.
Stockholms stad har givit varje stråk ett passande motto. Med tanke på utvecklingen av den spårbundna trafiken i Söderort lyder mottot för Fruängenstråket: Från spårvagn till tunnelbana.

## Sträckningen

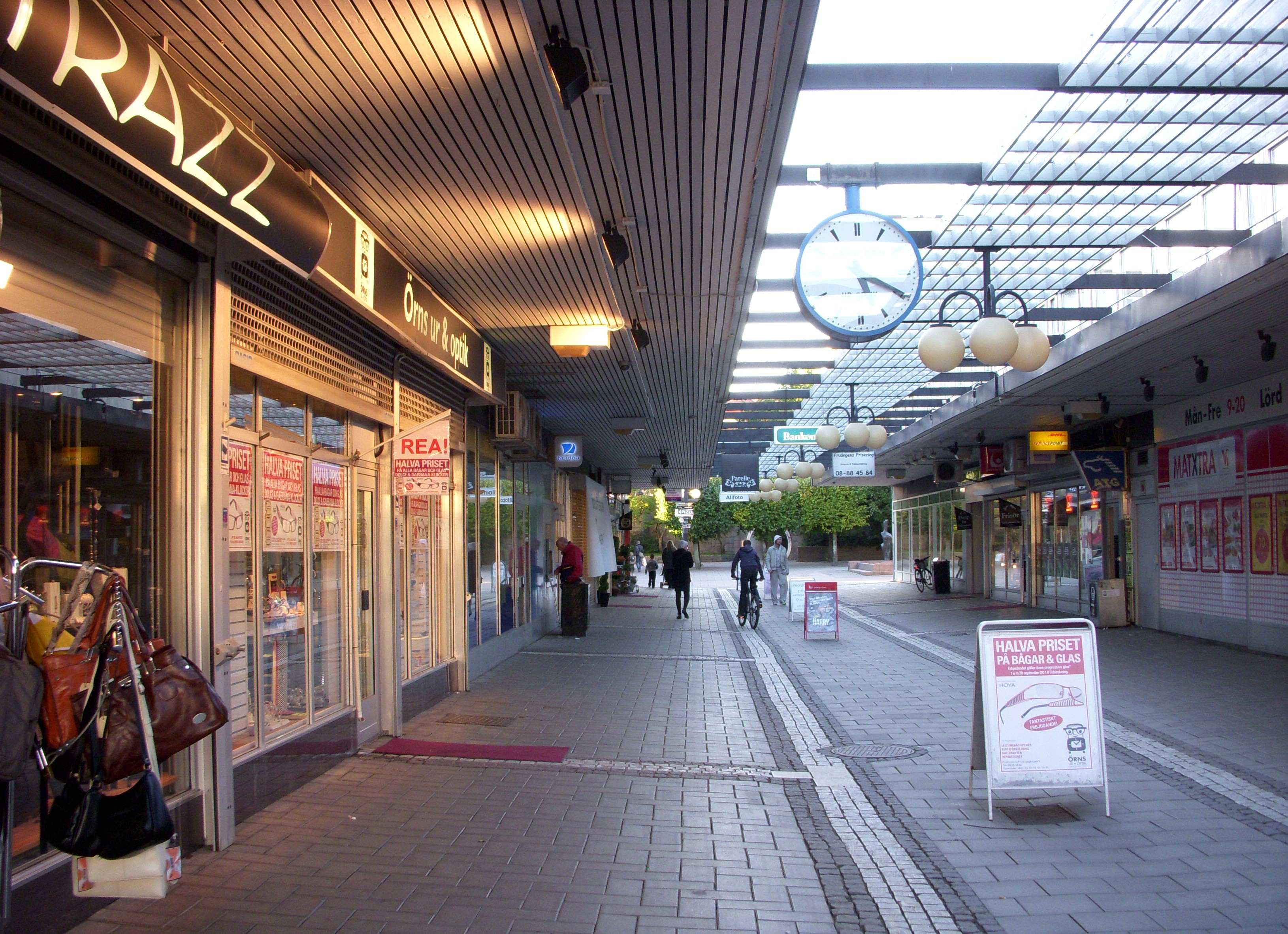
Start: Fruängens centrum.

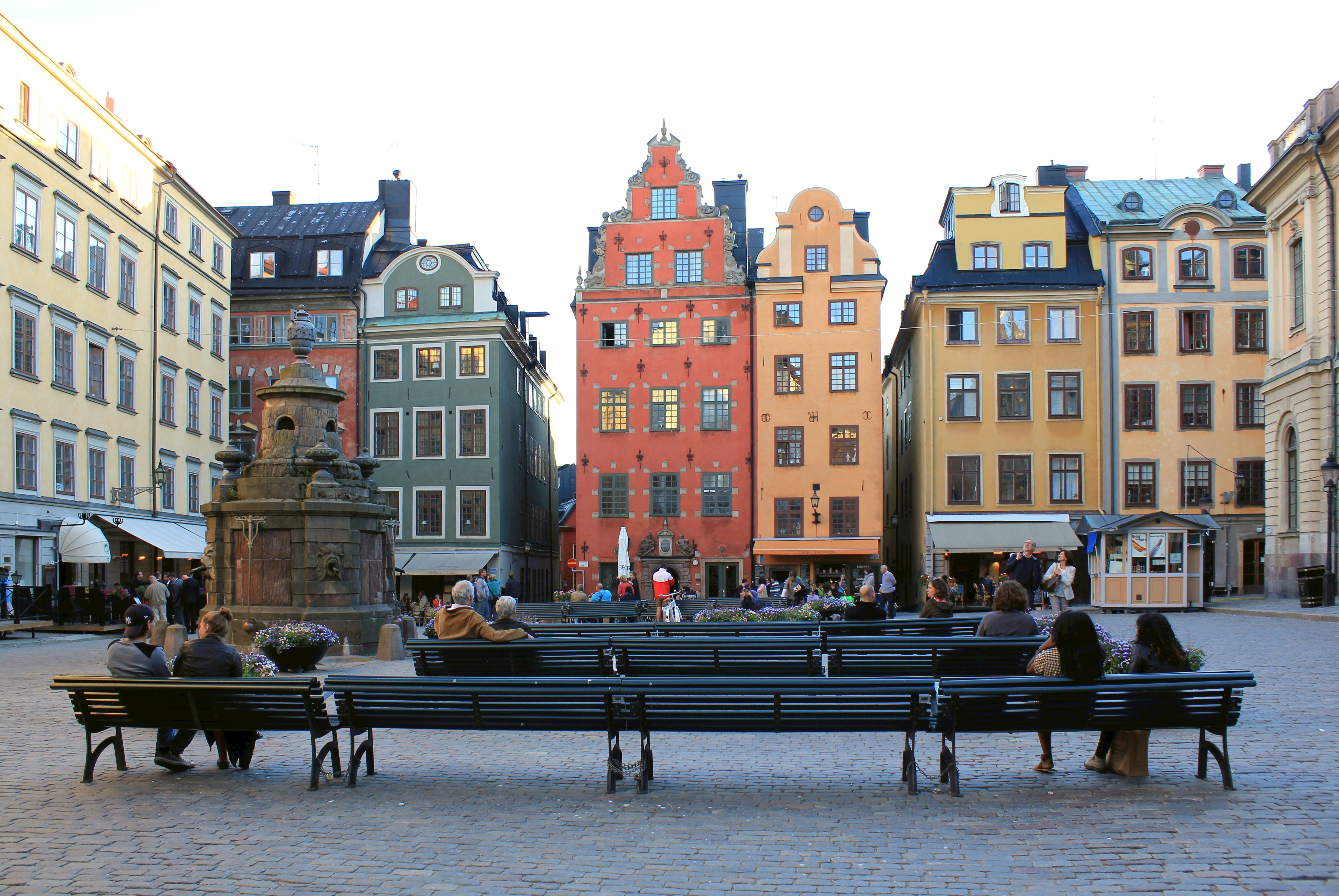
Mål: Stortorget i Gamla Stan.

Fruängenstråket börjar i Fruängens centrum som ligger i stadsdelen Fruängen i södra Stockholm. Stadsdelen har sitt namn efter torpet Fruängen som lydde under Västberga gård och revs i början av 1960-talet i samband med att det moderna Fruängen började uppföras. Fruängens centrum färdigställdes 1961 och är ett av de större stadsdelscentrumen i denna del av Stockholm.
Vandringen går rakt mot norr och på tunnelbane- och gångbron över Södertäljevägen till nästa förort: Västertorp. Även Västertorp har sitt namn efter ett torp som låg under Västberga gård och inte hellre det torpet existerar längre. Det låg ungefär där Västertorpsskolan nu befinner sig. Stadsplanen för Västertorp upprättades av stadsplanedirektören Sven Markelius och vann laga kraft i februari 1947. Stadsdelens bebyggelse uppfördes sedan mellan åren 1949 och 1954.
Leden följer tunnelbanans spår till förorten Hägerstensåsen. Området tillhörde tidigare dels Västberga gård, dels Hägerstens gård och var fram till 1930-talet i det närmaste obebyggt. Bakom stadsplanen, som upprättades under andra världskriget, stod arkitektkontoret Ancker-Gate-Lindegren och efter kriget och fram till slutet av 1950-talet byggdes den nya förorten. Mellan 1945 och 1964 gick spårvägslinje 17 hit, därefter var linjen ombyggd för tunnelbanan.
Fruängenstråket har nu kommit fram till Telefonplan i stadsdelen Midsommarkransen. Under 1910-talet kom spårvagnen till Midsommarkransen och på 1930-talet till Telefonplan. Åren 1935−1948 byggdes här en ny, modern fabrik för telefonbolaget LM Ericsson, ritad av arkitekten Ture Wennerholm (se LM Ericsson-byggnaden, Telefonplan). Enligt arkitekturhistorikern Fredric Bedoire utgör anläggningen "kanske det vackraste av funktionalismens industrikomplex i Stockholm". Fabrikens byggnader är både k-märkta samt blå-märkta enligt Stockholms stadsmuseums klassificering, vilket motsvarar kraven för byggnadsminne. I början av 2000-talet lämnade Ericsson fabriksbyggnaden vid Telefonplan och anläggningen anpassades för bland annat Konstfack och Försäkringskassans huvudkontor som flyttade in 2004 respektive 2014. 
Efter att ha korsat Svandammsparken och Södertäljevägen igen går stråket mot öster, förbi Nybodaberget, genom det ny bebyggda Årstadal och upp på Västra Årstabron, som ritades av den brittiske arkitekten Norman Foster och invigdes år 2005. På bron belönas man av en storslagen utsikt över bland annat Årstadalshamnen, Marievik, Liljeholmsbron och Tantolunden. I Årstadalshamnens bostadsområde Liljeholmskajen märks bland annat det svarta bostadshöghuset Kajen 4 som  ritades av arkitekt Gert Wingårdh och utsågs till Årets Stockholmsbyggnad 2015.
På Södermalmssidan passerar man parken Tantolunden. En kort omväg till Tantolundens högsta punkt ger återigen en fin vy över västra delen av Årstaviken och en påminnelse om andra världskriget genom resterna efter Tantolundens luftvärnsställning vars huvuduppgift var att försvara Årstabron och Liljeholmsbron. Nästa station på vandringen är Zinkensdamms IP, som anlades 1936 enligt arkitekt Paul Hedqvists ritningar. Därefter korsar man Hornsgatan / Ringvägen och går till Skinnarviksberget, som med sina 53 meter över havet är innerstadens högsta naturliga punkt. 
Sista delen av vandringen är gemensam med Norsborgsstråket och leder över Monteliusvägen med storslagen utsikt över Riddarfjärden och via Bastugatan till Centralbrons södra del. Centralbron är järnvägens hårt trafikerade Getingmidjan i Stockholm som 2011 klarade upp till 550 tåg/dygn i båda riktningar. När Citybanan tas i trafik år 2017 kommer tågtrafiken på bron att minska drastiskt. Därifrån går Fruängsstråket i Gamla stans tunnelbanas gångtunnel till Mälartorget och sista biten via Kåkbrinken till Stortorget där samtliga 19 gångstråk har sin slutdestination.

## Bilder

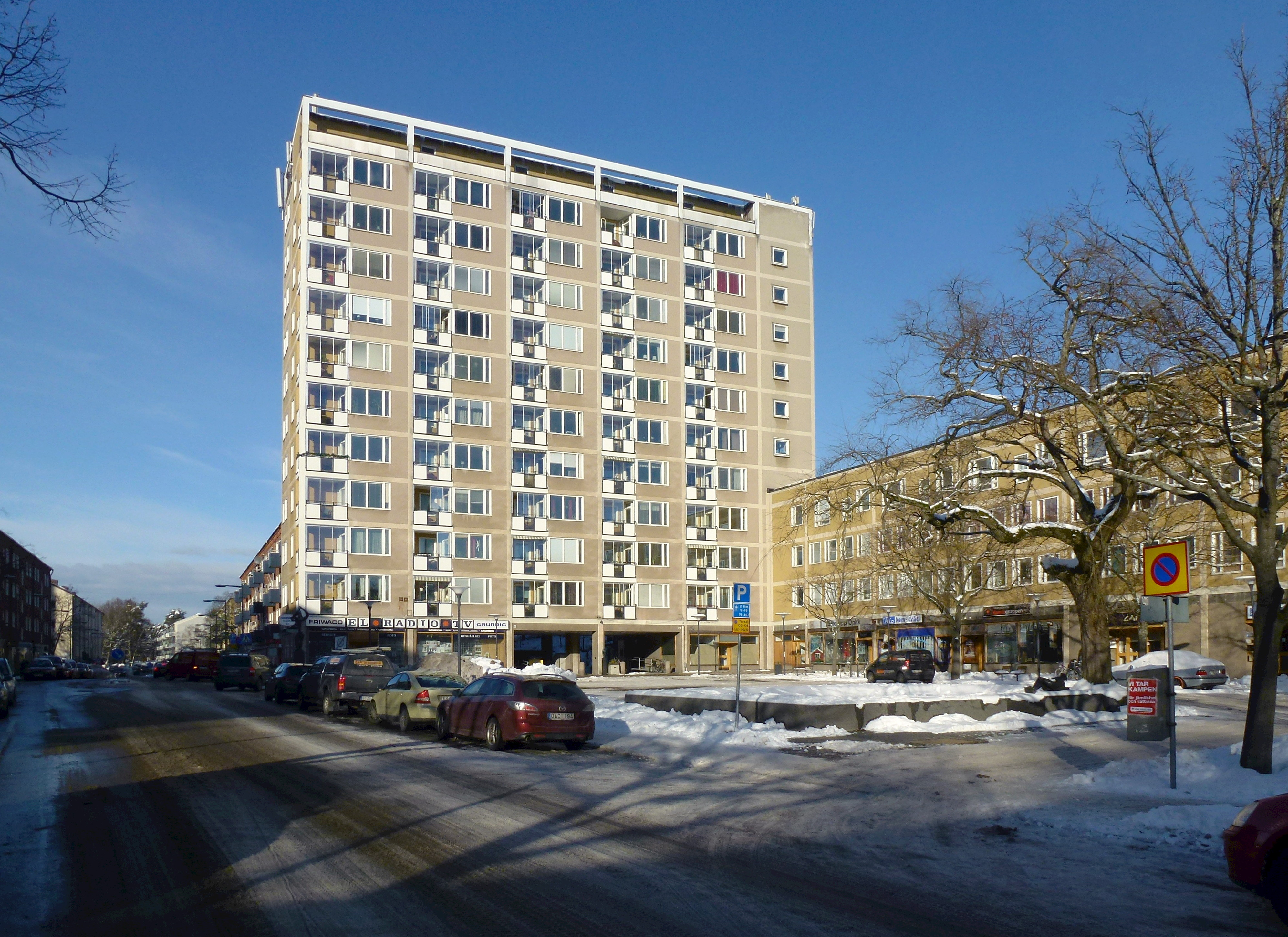
Västertorps centrum med Västertorpsplan
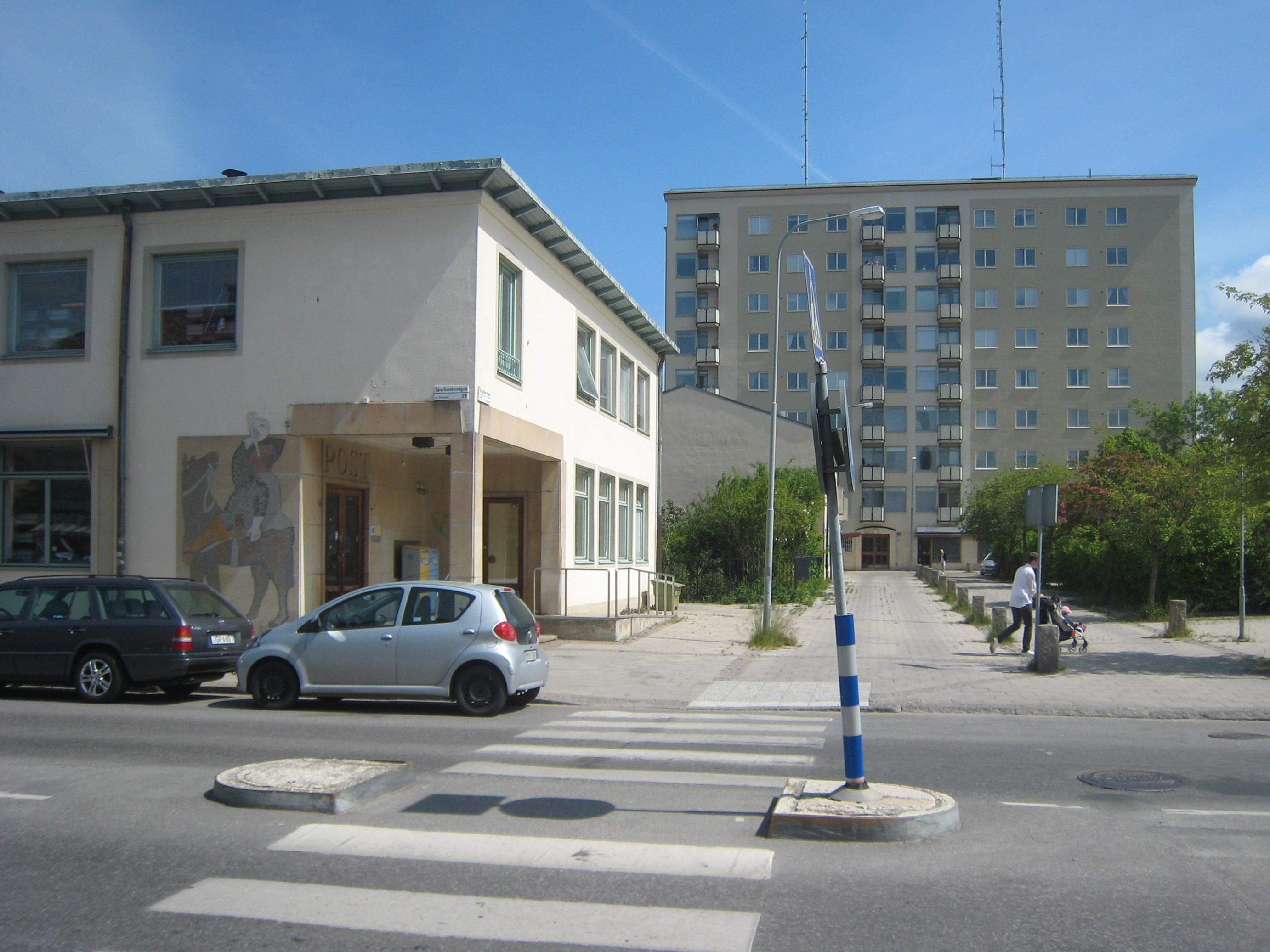
Hägerstensåsen med Riksdalertorget
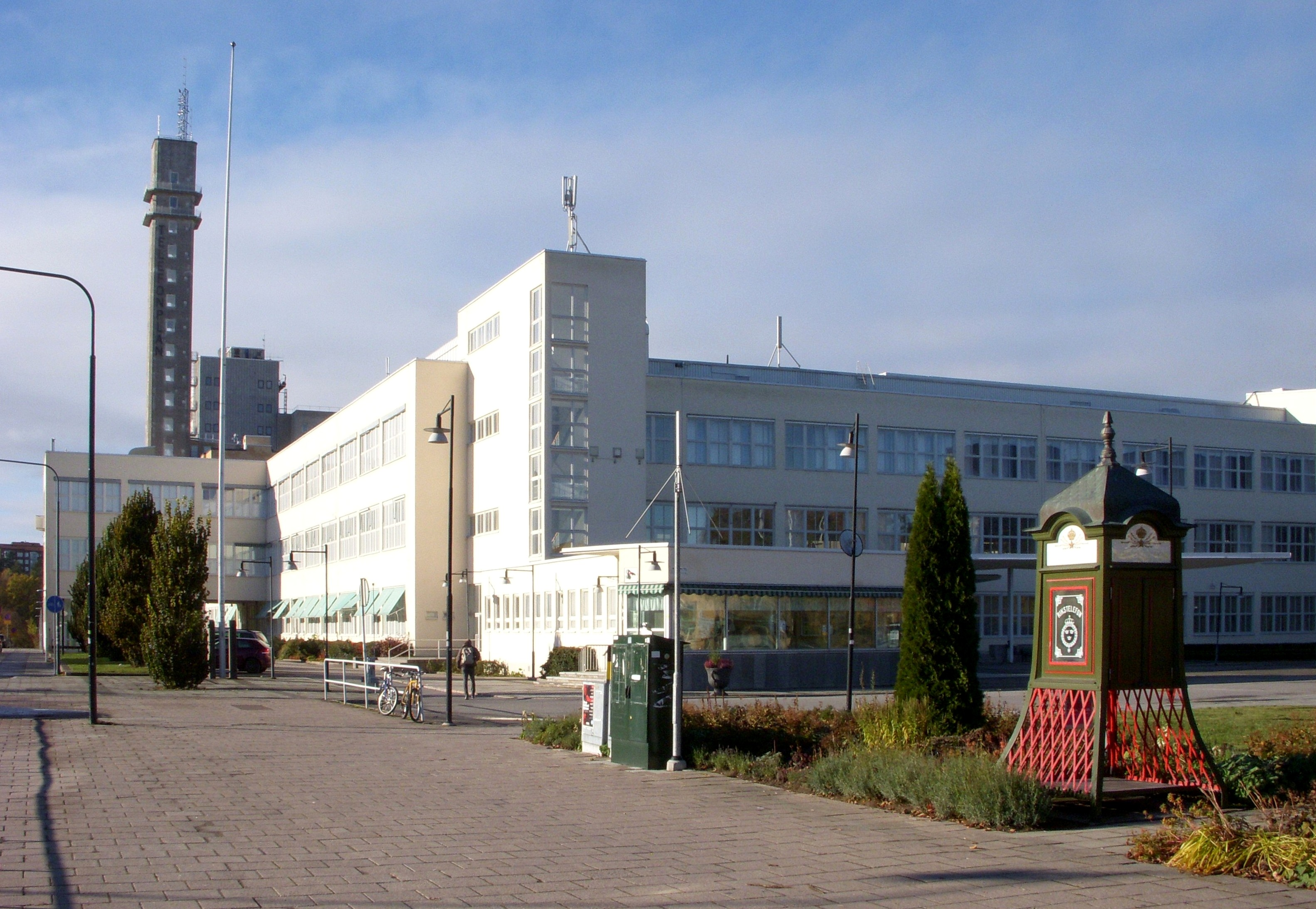
Telefonplan med LM Ericssons byggnad
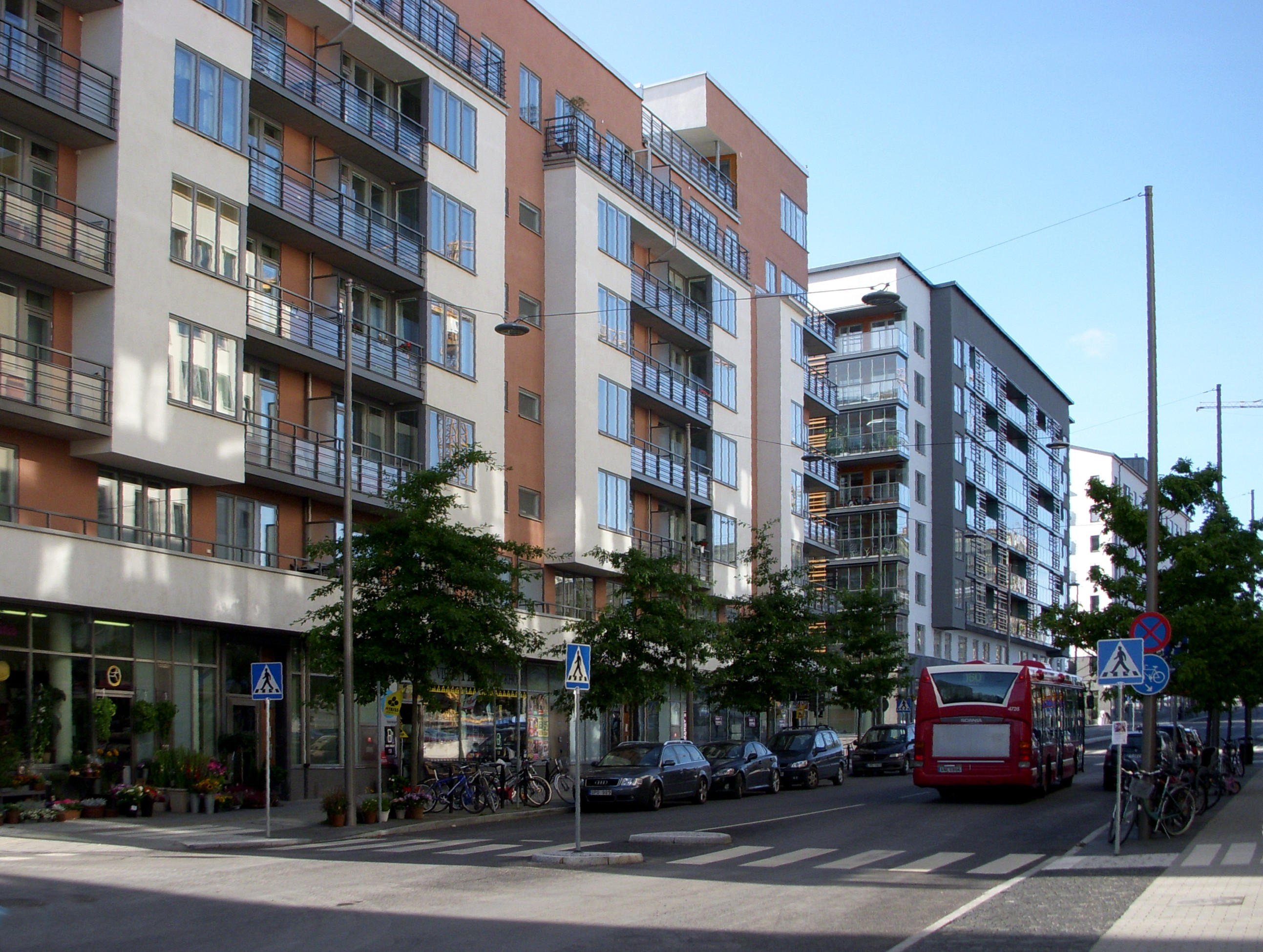
Årstadals nya bostäder
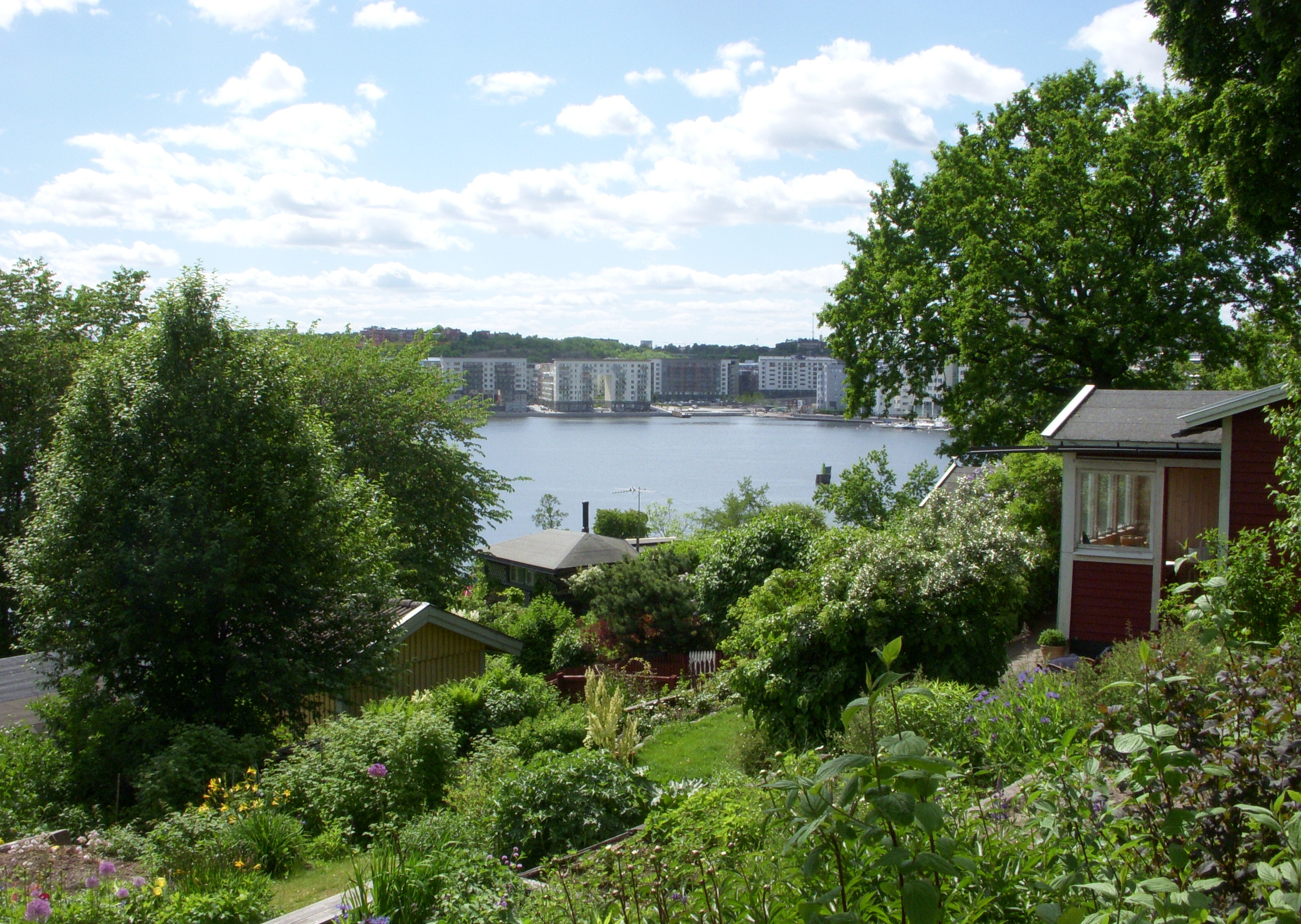
Tantolundens koloniområde
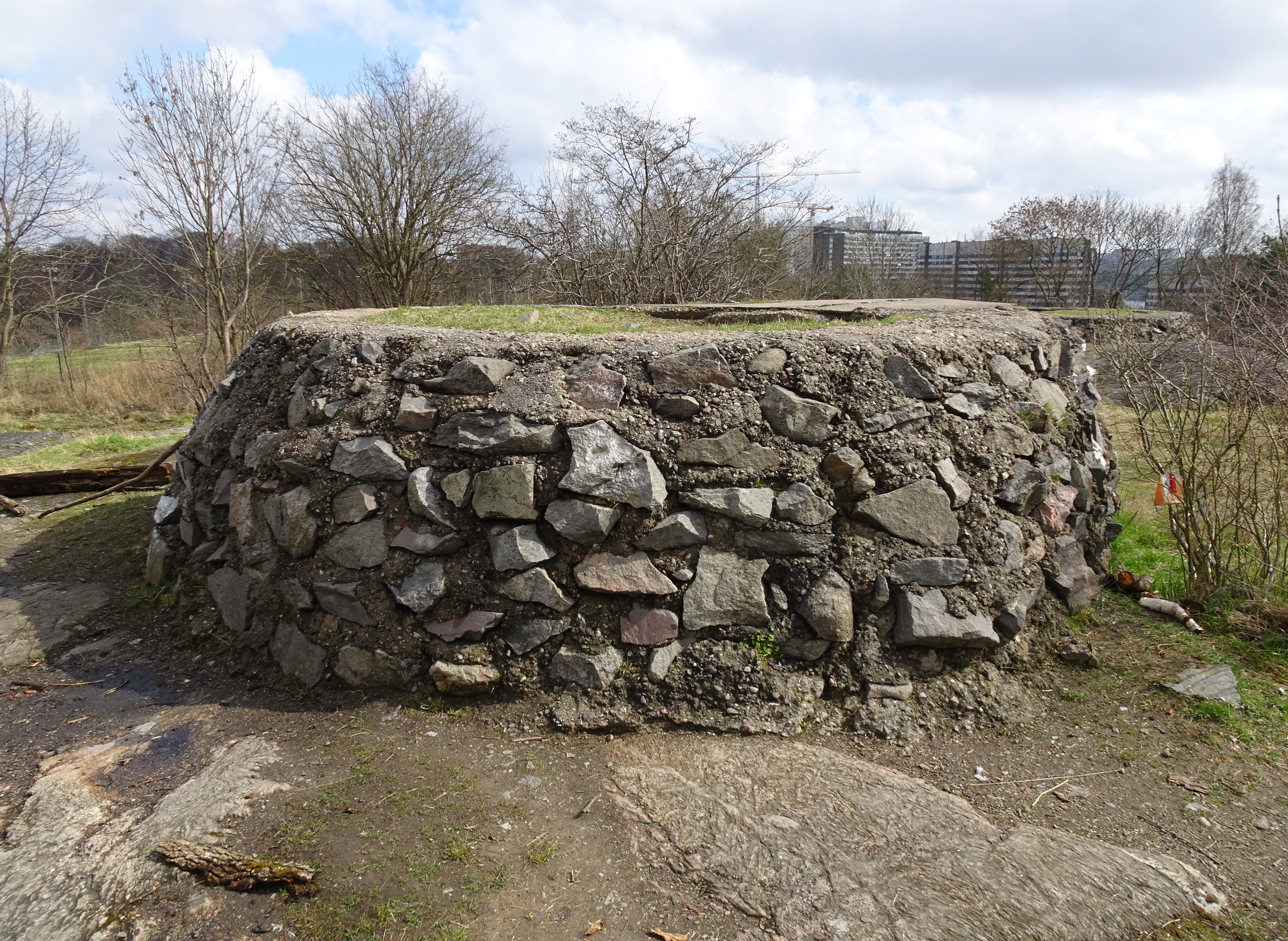
Tantolundens luftvärnsställning
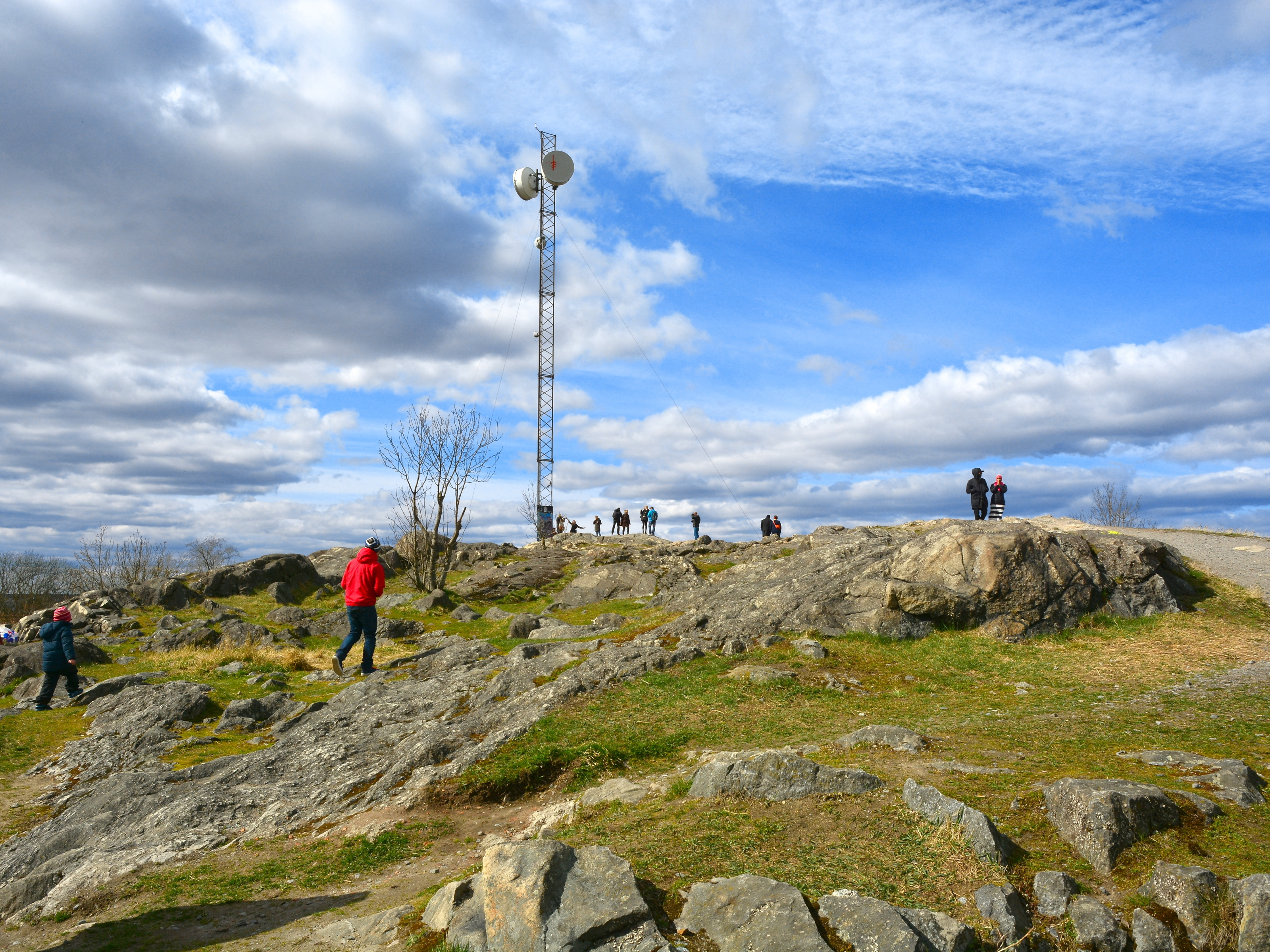
Skinnarviksberget
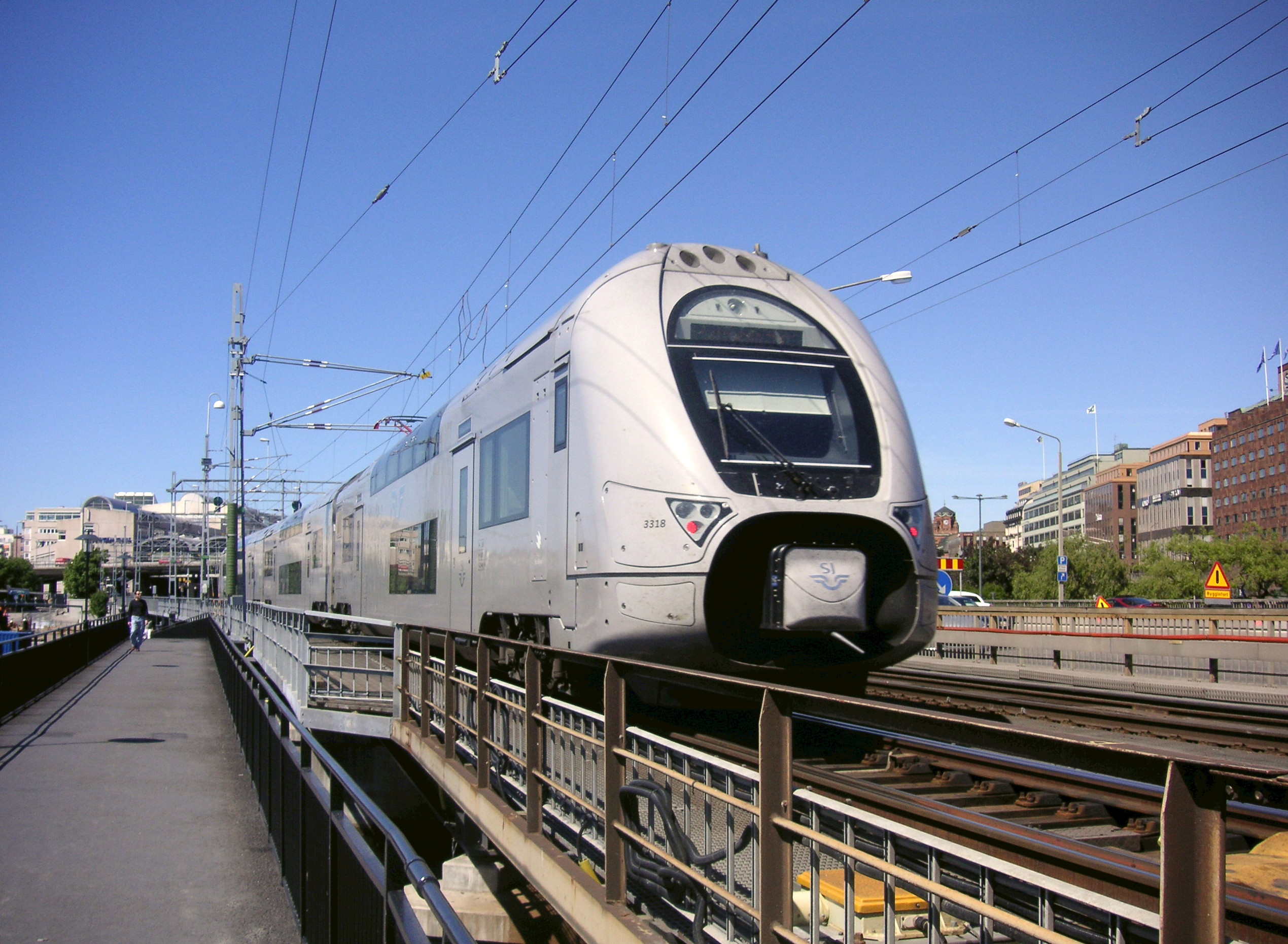
En X40 på Centralbron